# Chlorochaeta argentataria
Chlorochaeta argentataria là một loài bướm đêm trong họ Geometridae.